# Барноев, Уктам Исаевич
Уктам Исаевич Барноев (узб. O'ktam Isayevich Barnoyev; 1964 4 октября — 20 сентября 2020) — узбекский государственный деятель. Заместитель Премьер-министра Узбекистана с 28 февраля по 20 сентября 2020 года.

## Биография
Родился в 1964 году в Ромитанском районе Бухарской области. Окончил Ташкентский институт инженеров ирригации и механизации сельского хозяйства, в котором учился с 1981 по 1986 год.
Трудовая деятельность:
- 1986 — инженер технической дирекции 6-го Бухарского регионального управления интегрированных предприятий.
- 1997—2000 — заместитель начальника Управления сельского и водного хозяйства Бухарской области по экономике и реформам.
- с 2000 по 2002 год занимал руководящие должности в системе Министерства сельского и водного хозяйства.
- 2002—2004 — ведущий специалист агропромышленного комплекса Кабмина,
- 2004—2005 — заведующий информационно-аналитическим Департаментом Кабмина по вопросам сельского и водного хозяйства.
- 2005—2007 — зав. информационно-аналитическим Департаментом Кабинета Министров по вопросам сельского хозяйства и водных ресурсов, переработки сельскохозяйственной продукции и товаров народного потребления.
- В 2007 году назначен на должность Первого Заместителя Министра сельского и водного хозяйства, работал в этой должности до 15 апреля 2008 года.
- С 15 апреля 2008 года по 17 декабря 2010 года — Хоким Самаркандской области.
- С 2011 по 2016 начальник водной инспекции Министерства сельского и водного хозяйства «Узсувназорат»,
- в 2016 — начальник инспекции и председатель правления АО «Узагрохимия».

С 16 декабря 2016 по февраль 2020 хоким Бухарской области. 27 февраля 2020 кандидатура Барноева была рассмотрена и одобрена депутатами Законодательной палаты парламента на должность заместитель премьер-министра Узбекистана по вопросам развития аграрной и продовольственных сфер. 28 февраля 2020 года Президент Узбекистана утвердил нового заместителя премьер-министра. С 6 июля 2020 года также занимал должность Председателя Федерации коневодства и конного спорта Узбекистана.
30 июня 2020 года стало известно что Уктам Барноев болен COVID-19.
Умер 20 сентября 2020 года в германской клинике.